# Mohammad Ghorbani (ur. 1943)
Mohammad Ghorbani (pers. محمد قربانی; ur. 24 kwietnia 1943 w Teheranie) – irański zapaśnik walczący w stylu wolnym. Dwukrotny olimpijczyk. Odpadł w eliminacjach w Meksyku 1968 i zajął 24. miejsce w Monachium 1972. Startował w kategorii 52 kg.
Trzykrotny medalista mistrzostw świata w latach 1969 – 1971. Triumfator igrzysk azjatyckich w 1970 roku.